# Сотникова (Курська область)
Сотникова (рос. Сотникова) — хутір в Желєзногорському районі Курської області Російської Федерації.
Населення становить 2 особи. Входить до складу муніципального утворення Линецька сільрада.

## Історія
Населений пункт розташований на території українського етнічного та культурного краю Східна Слобожанщина.
Від 2004 року входить до складу муніципального утворення Линецька сільрада.

## Населення
| 1979 | 2002 | 2010 | 2014 |
| ---- | ---- | ---- | ---- |
| 35   | ↘3   | ↘2   | →2   |